# Course illégale
 (avril 2009).
Si vous disposez d'ouvrages ou d'articles de référence ou si vous connaissez des sites web de qualité traitant du thème abordé ici, merci de compléter l'article en donnant les références utiles à sa vérifiabilité et en les liant à la section « Notes et références ».
Ne doit pas être confondu avec Rodéo urbain.
Une course illégale, en anglais street racing, est une forme de compétition automobile (ou plus rarement motocycliste) clandestine et non autorisée, qui a souvent lieu sur la voie publique. Elles ont été popularisées au début des années 2000 par la série de films Fast and Furious, par le manga Initial D mais aussi par la série de jeux need for speed. Les courses illégales auraient vu le jour au milieu des années 1930 aux États-Unis, avec les hot rods.
Ces courses peuvent être spontanées, ou planifiées et organisées. Lors d'une course illégale planifiée, le point de départ, le parcours, ainsi que le comptage du temps sont prévus et les participants communiquent souvent via talkie-walkie et utilisent des scanners de police ainsi que des GPS pour signaler l'emplacement des forces de l'ordre[réf. nécessaire]. La plupart des duels sont des drag races.

## Types

### Courses dedrag

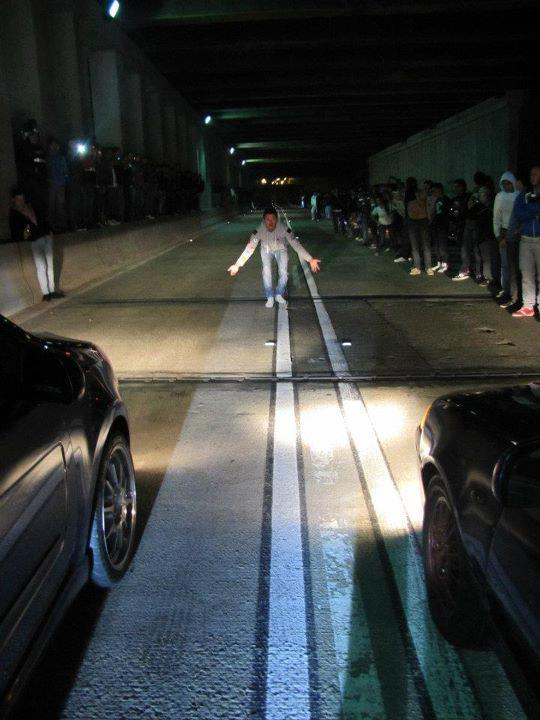
Départ arrêté d'une course d'accélération clandestine (run) à Bogota (Colombie).

Les courses de « drag », sont des courses dans lesquelles deux ou plusieurs adversaires s'affrontent en ligne droite sur des distances spécifiques (le plus souvent 1/4 de mile, soit environ 400 mètres), départ arrêté, le vainqueur étant le premier à franchir la « ligne d'arrivée ». Les principales difficultés de ces courses étant la faculté à ne pas faire patiner les roues au démarrage et la capacité à passer les rapports de vitesses le plus vite possible. De telles courses existent aussi en toute légalité sur des pistes appropriées, le dragster.
Des courses illégales sur routes publiques existent également, la distance n'étant ici pas déterminée à l'avance. L'organisation de ces courses est la suivante, les concurrents se mettent en ligne tout en roulant à une vitesse raisonnable. Une fois que toutes les voitures sont prêtes, l'une d'entre elles klaxonne trois fois ; au troisième coup de Klaxon la course démarre. Une autre méthode de départ possible est d'avoir un spectateur donnant le départ, cette fois en départ arrêté (Les voitures sont à l'arrêt au début de la course), le plus souvent ce spectateur utilise ses bras ou encore un drapeau pour donner le départ. Pour gagner, l'un des concurrents doit alors avoir une avance conséquente sur ses adversaires. Si le vainqueur ne peut être désigné comme cela, il l'est alors d'un commun accord ou par une seconde course.

### Touge Racing
Touge (prononcé « to-ogué ») est un mot japonais signifiant « col de montagne », par déformation le mot est couramment utilisé pour désigner les courses qui y ont lieu de manière clandestine. Originaires du Japon où les routes montagneuses sont courantes[réf. nécessaire] et très peu fréquentées la nuit, des équipes de pilotes s'y sont formées pour partager une passion commune du pilotage. Ces courses sont interdites mais tolérées pour leur discrétion, la faible fréquentation de ces routes, l'organisation de la sécurité par les équipes locales et le faible taux d'accidents graves. Il faut dire aussi que les autres types de courses illégales telles que celles d'autoroutes (Wangan, Kanjo etc) bien plus dangereuses car ayant lieu au milieu d'une circulation dense, occupent complètement les autorités, moins répressives qu'en Europe ou en Amérique du nord[réf. nécessaire].
Les courses ont lieu la nuit, les coureurs se réunissent, les spectateurs et membres des équipes se dispersent le long du tracé, derrière les barrières de sécurité et les parkings de bord de route. Certain font véritablement office de commissaires de piste comme sur les rallyes et courses de côtes, communiquent entre eux par talkies-walkies et préviennent de tout risque extérieur comme la venue en pleine course d'un autre usager, ils peuvent même avertir les pilotes en course avec les feux de détresse des voitures garées sur le bord de la piste.
Les courses comptent généralement deux coureurs, rarement plus mais lors des runs libres beaucoup sont réunis sur la piste, chaque touge a son équipe et chaque équipe a son touge comme territoire, des équipes extérieures venant les affronter à domicile. Les voitures utilisées par ces pilotes sont généralement des petites sportives japonaises tel que les Silvia, AE86, RX-7, S2000, Integra, Civic, Celica, MR2, Lancer Evo, Impreza WRX, etc. Les monstres de puissance comme les Supra, 300ZX et autres NSX y sont généralement assez rares car la maniabilité prime sur la puissance pure et rares sont les préparations de plus de 300 ch.
Des générations entières de pilotes japonais ont appris à piloter sur ces routes et le phénomène du drift tire ses racines de ces courses. Le pilote Keiichi « Dorikin » Tsuchiya, considéré comme le roi du drift[réf. nécessaire], respectivement neuvième et deuxième des 24 Heures du Mans sur Toyota GT-One en 1998 et 1999, aussi connu grâce aux vidéos Best Motoring, a commencé sur les touges au volant de sa Nissan Skyline Hakosuka berline.
Le touge s'est fait connaître grâce au manga Initial D dont il est le thème. Étant une véritable institution dans son pays d'origine, ce phénomène commence à se développer en Amérique du Nord mais reste extrêmement marginal en Europe, comme dans le reste de l'Asie.

### Cannonball Runs
Les cannonballs sont des courses illégales disputées sur de longues distances, entraînant parfois un grand nombre de participants. Le premier Cannonball Run eut lieu en 1933 lorsque l'Américain Erwin Baker relia New York à Los Angeles avec sa Graham-Paige en 53 heures et 30 minutes, record qui restera imbattu pendant 40 ans. Les épreuves sur cette distance seront populaires dans les années 1970 ; les participants quittent alors New York (plus tard Darien, CT) après minuit et ont pour seule règle d'arriver en premier à Redondo Beach, Californie.
Les cannonballs prennent exemple sur les courses européennes autorisées de la fin du XIXe siècle, lesquelles se sont arrêtées après que la course mouvementée Paris-Madrid de 1903 fut arrêtée avant son terme à Bordeaux pour des raisons de sécurité à la suite de nombreux accidents ayant entraîné la mort d'équipages et de spectateurs.
Le Gumball 3000 est le cannonball run le plus connu de ce type de courses, mais se présente plutôt sous forme de rallye.

## Accidents notables
En 2007, lors du Gumball 3000 annuel, deux personnes sont mortes. L'accident a impliqué la Porsche 997 Turbo TechArt des rallyeurs, et une Volkswagen Golf empruntant la même route, mais ne participant pas au rallye. L’accident a tué les deux passagers présents dans la Volkswagen. Les rallyeurs ont essayé de prendre la fuite mais ont été retrouvés.
En 2008, aux États-Unis, une course illégale a produit une fumée qui a aveuglé un conducteur qui a tué huit spectateurs de la course.
En 2010, au Koweït, huit jeunes Koweïtiens ont été tués et quatorze autres blessés dans une course automobile illégale organisée de nuit à vingt kilomètres de la ville.
En 2010, en Chine, au cours d'une course illégale, un conducteur a tué un piéton qui apportait le seul revenu de sa famille, sur un trottoir. La sanction a été de trois années de prison, un million d'euros et une interdiction de conduire à perpétuité.
La pratique de la course illégale peut mener à dépasser la vitesse maximum légale et à être sanctionné pour cela.

## Législation par pays

### Canada
En ce qui concerne les courses-poursuites entre non-policiers, bien que l'infraction de « courses de rue » ait été abrogée en 2018, faire des courses de rue peut néanmoins être poursuivi sous l'infraction de conduite dangereuse (art. 320.13 C.cr.) et les articles suivants du Code criminel.
En outre, les courses entre véhicules sont interdites en vertu de l'article 422 du Code de la sécurité routière du Québec, sauf s'il s'agit d'un rallye effectué conformément aux normes établies dans un règlement.

## Dans la culture

### Au cinéma
- L'Équipée du Cannonball
- American Graffiti
- Fast and Furious
- Initial D

### Dans les jeux vidéo
- Need for Speed
- Forza
- The Crew
- Asphalt
- Grand Theft Auto